# Gmina Leszno
Die Gmina Leszno ist eine Landgemeinde im Powiat Warszawski Zachodni der Woiwodschaft Masowien in Polen. Ihr Sitz ist das gleichnamige Dorf mit etwa 3750 Einwohnern.

## Gliederung
Zur Landgemeinde Leszno gehören mehr als 30 Ortschaften, die in 25 Schulzenämter gegliedert sind:
Czarnów
Feliksów
Gawartowa Wola
Grabina-Szymanówek
Grądy-Grądki
Kępiaste
Korfowe
Ławy
Leszno-Julinek
Łubiec
Marianów
Powązki
Roztoka
Szadkówek-Towarzystwo Czarnów
Trzciniec-Stelmachowo
Walentów-Podrochale
Wąsy-Kolonia
Wąsy-Wieś
Wiktorów
Wilkowa Wieś
Wilków-Plewniak
Wólka
Wyględy
Zaborów
Zaborówek
Zu den kleineren Orten und Siedlungen der Gemeinde gehören Julinek, Karpinek, Rochale und Rózin.